# Stâncile Rafailă
Stâncile Rafailă (monument al naturii) alcătuiesc o arie protejată de interes național ce corespunde categoriei a III-a IUCN (rezervație naturală de tip geologic și peisagistic) situată în județul Gorj, pe teritoriul administrativ al orașului Bumbești Jiu.

## Localizare
Stâncile Rafailă se află în Carpații Meridionali (între grupa muntoasă Retezat-Godeanu și Munții Parâng), în trecătoarea Lainici, în versantul stâng al văii Jiului (într-o buclă a acesteia), în partea dreaptă a drumului europeana E79 (Bumbești Jiu - Petroșani), în apropierea mănăstirii Lainici.

## Descriere
Rezervația naturală cu o suprafață de 1 ha. a fost declarată arie protejată prin Legea Nr.5 din 6 martie 2000 (privind aprobarea Planului de amenajare a teritoriului național - Secțiunea a III-a - zone protejate) și este inclusă în Parcul Național Defileul Jiului. Aria naturală reprezintă o zonă montană de interes geologic și peisagistic în al cărei teritoriu se află mai multe formațiuni stâncoase alcătuite din roci metamorfice de structură șistoasă, cu inserții de cloritoid.